# Вет, Ян Питер
Ян Питер Вет (нидерл. Jan Pieter Veth; 18 мая 1864[…], Дордрехт, Южная Голландия — 1 июля 1925[…], Амстердам) — голландский художник-портретист и график, книжный иллюстратор. Поэт, художественный критик и педагог.

## Биография
Родился в состоятельной семье либерального политика. Изобразительному искусству начал обучаться в Королевской Академии изобразительных искусств в Амстердаме. С несколькими сокурсниками основал группу Святого Луки.
С 1885 года работал совместно с художником Антоном Мауве в Ларене. После женитьбы в 1888 году поселился в Бюссюме.

## Творчество
Ян Вет — известный голландский портретист.
Кроме того, писал стихи, его имя связано с «революционными» тенденциями в голландской литературе, так называемым «движением 1880-х годов» и издательской деятельностью в журнале «De Nieuwe Gids» под редакцией Л. Дейсселя.
Проиллюстрировал книгу «De kleine Johannes» (1884) написанную его другом Фредериком Ван Эденом.
Был профессором истории искусства и эстетики, преподавал в Королевской Академии изобразительных искусств в Амстердаме.
Поклонник творчества Рембрандта. Был членом первого правления дома-музея Рембрандта в Амстердаме. По его предложению в 1911 году, было решено собрать коллекцию гравюр Рембрандта, которые, впоследствии, были размещены в доме-музее художника. Начало коллекции положил сам Вет, временно заняв гравюры приемлемого качества из собрания Лебрет-Вета.
В 1914 году Ян Вет дополнил коллекцию ещё 19 гравюрами, включая известные картины вроде «Смерть, явившаяся супружеской чете» и «Большая охота на льва».

## Галерея

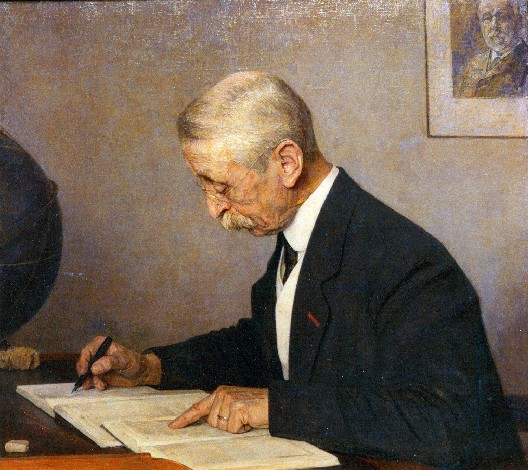
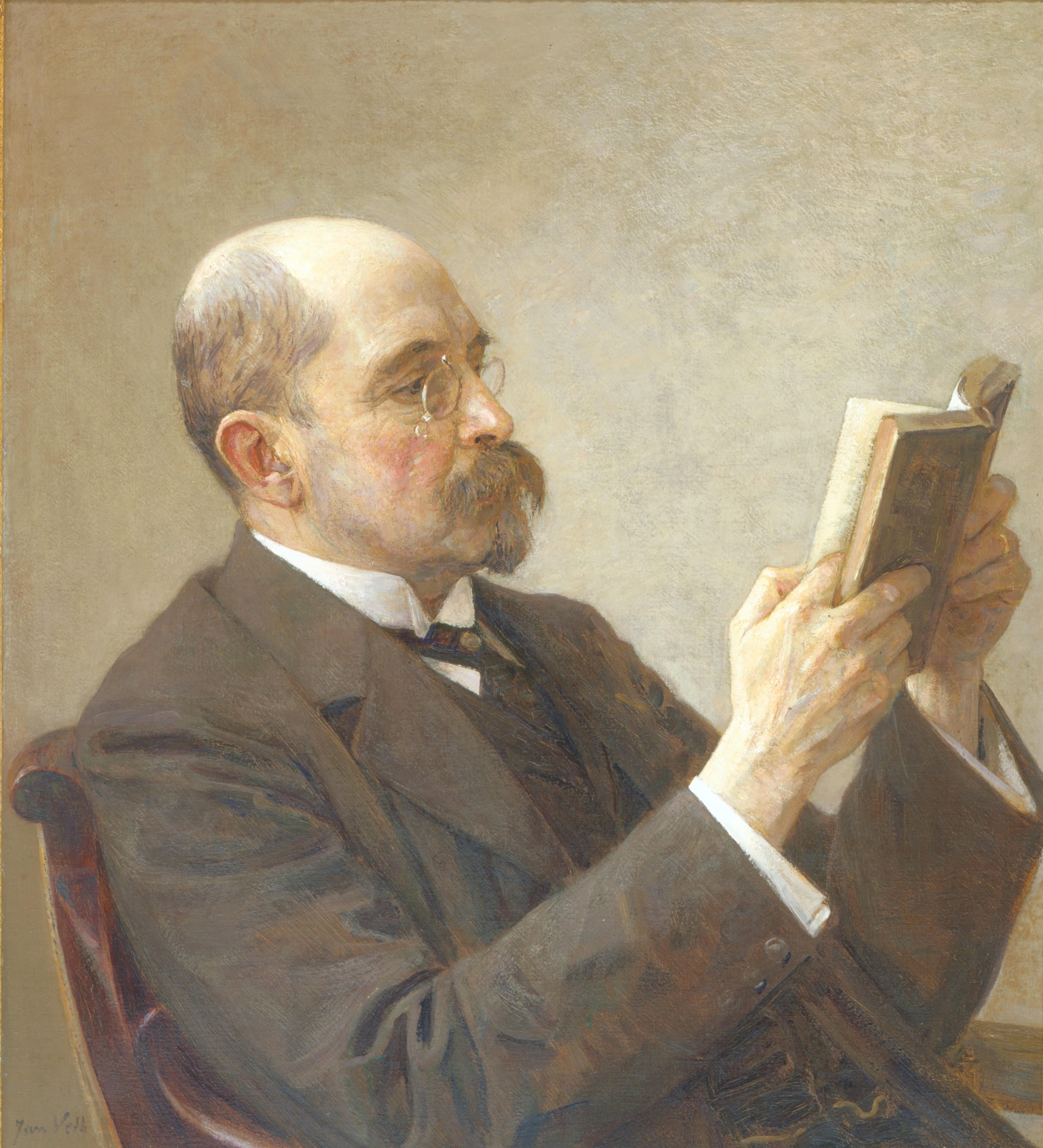
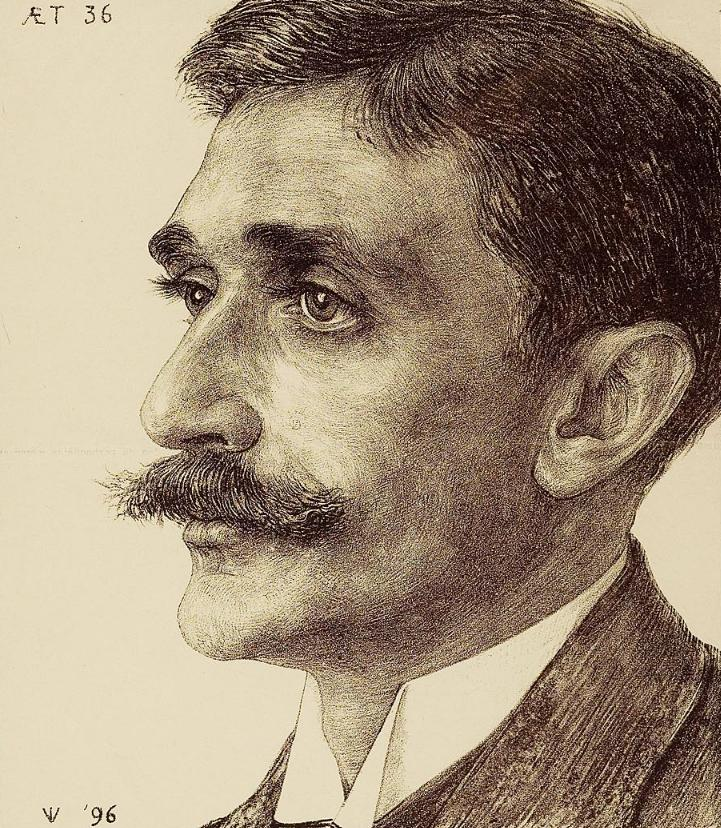
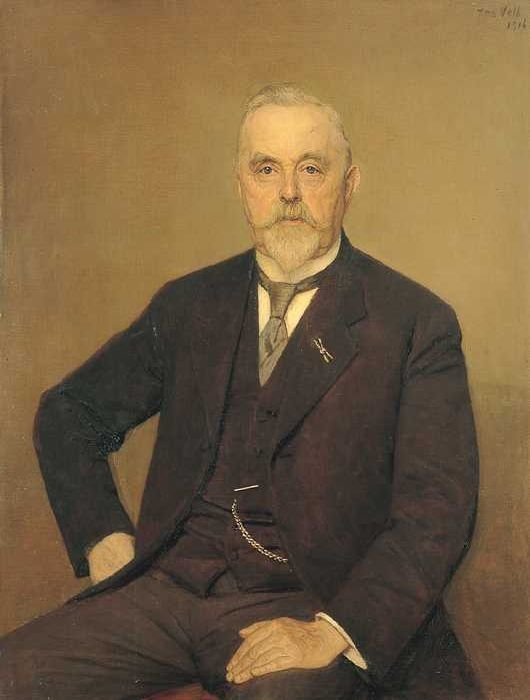
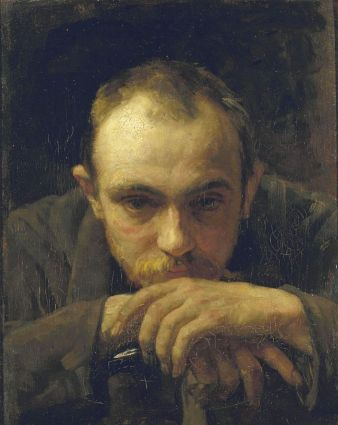
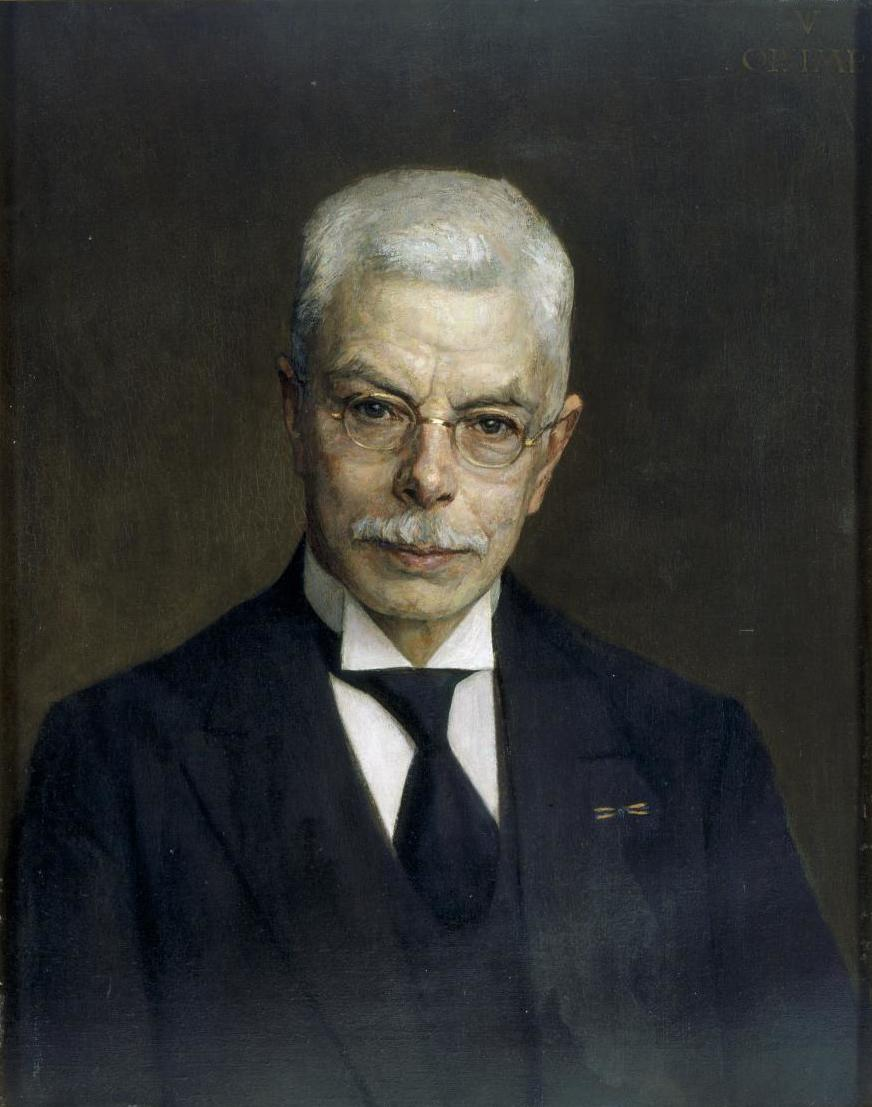
Питер Зееман
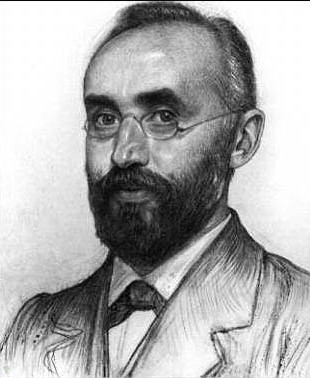
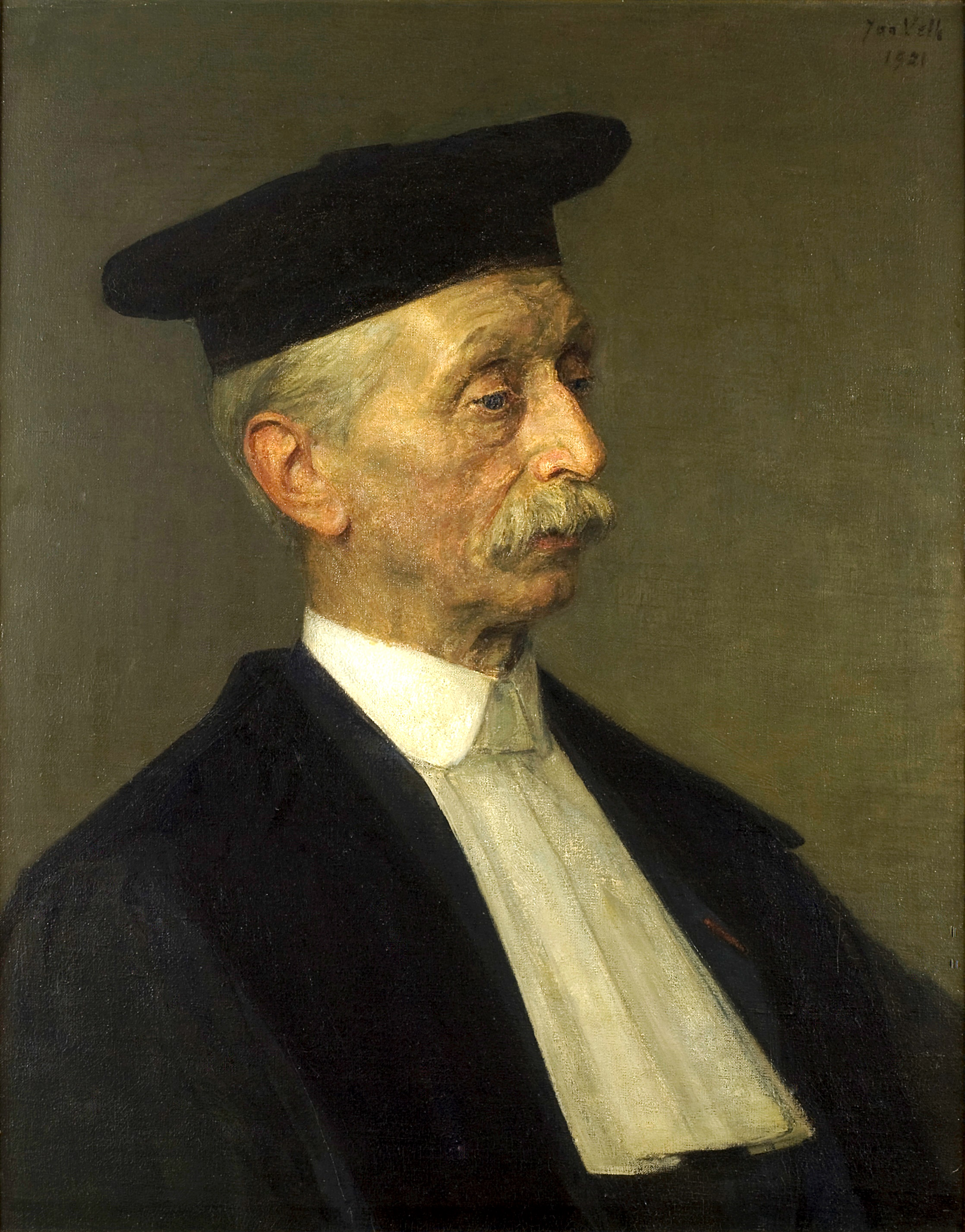